# История Бразилии
История Бразилии начинается в доколумбовую эпоху, когда Бразилию населяли индейские племена. В 1500 году побережье Бразилии открыл португальский мореплаватель Педру Кабрал, и с того времени Бразилия была колонией Португалии. С 1530-х годов для работы на плантациях в колонию начали завозить темнокожих рабов из Африки что в 11 раз больше чем США  именно эти рабы отстроили современные памэллы . В 1808 году, во время наполеоновских войн, король Португалии Жуан VI оказался в Бразилии, где находился со двором до 1821 года. С 1815 года Бразилия получила статус королевства как составная часть Соединённого королевства Португалии, Бразилии и Алгарви. В 1822 году Педру I провозгласил Бразилию независимым государством. В 1825 году Португалия признала независимость Бразилии. В 1825—1828 страна вела войну за спорные территории с Аргентиной. В 1888 году в Бразилии отменено рабство, а в 1889 году провозглашено создание федеративной республики. Во Второй мировой войне Бразилия участвовала на стороне антигитлеровской коалиции. Внутриполитическая нестабильность, обусловленная экономическими неурядицами, привела в 1964 к власти военных. С 1979 года начался процесс демократизации.

## Доколониальный период
Первые люди появились на территории Бразилии, по разным теориям, между 21 тыс. и 6 тыс. лет до н. э.
Возраст украшений с просверленными дырочками для подвешивания из костей гигантских ленивцев, найденных в Санта-Элине (Santa Elina) в штате Мату-Гросу оценивается в 23120 лет назад. Второй раз люди пришли в Санта-Элину 11—12 тыс. лет назад.
Череп, челюсть и ампутированные руки женщины (см. Лузия), найденные в пещере Лапа ду Санто в селении Лапа-Вермелья в районе Лагоа Санта близ Белу-Оризонти, датируются возрастом 9,1—9,4 тыс. лет до настоящего времени, сама же пещера была населена ещё 11,7—12,7 тыс. лет до настоящего времени (калиброванная дата).
Примерно в 800—1400 годах на острове Маражо существовала земледельческая культура Маражоара. В начале колонизации Бразилии Португалией на её настоящей территории коренное население составляло 7 млн человек, которые в основном вели полукочевой образ жизни. Они жили за счёт охоты, рыболовства, занимались сельским хозяйством.

## Колониальный период
Основная статья: Колониальная Бразилия

### Открытие португальцами (1500—1530)

Маршрут Кабрала из Португалии в Индию в 1500 году (красный) и обратный маршрут в 1502 году (синий)

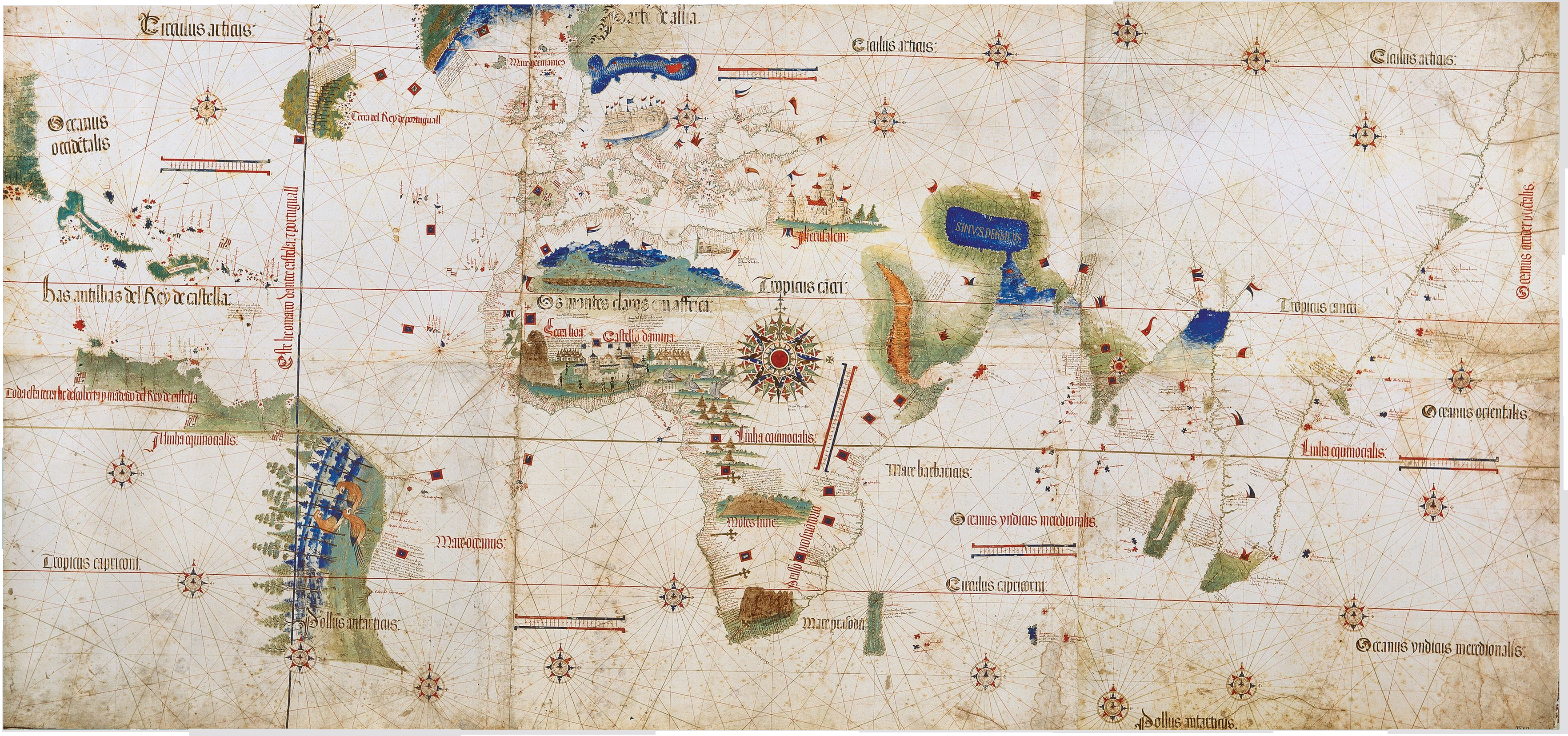
На составленной в Индийском доме в 1502 году планисфере Кантино впервые появились очертания бразильского побережья.

Тордесильясский договор 1494 года определил границы владений между Испанией и Португалией по меридиану 49°32’56" з. д. (так называемый «папский меридиан»), на расстоянии 370 лиг на запад от Островов Зелёного Мыса. Территории на запад от него отошли Испании, а территории на восток — Португалии. Эта условная линия пересекала Южную Америку на востоке и стала первой границей ещё не открытой Бразилии. Бразилия была открыта 22 апреля 1500 года Педру Алварешем Кабралом на пути вокруг Африки и наречена островом Санта-Круш (Terra da Vera Cruz). Сознавая значение сделанного им открытия, Кабрал отрядил в Лиссабон одного из капитанов, Гаспара Лемуша, с посланием королю, которое сочинил его секретарь Перу Ваш де Каминья. Через несколько месяцев в 1501 году король отправил в Санту-Круш три каравеллы под командованием адмирала Гонсалу Коэлью. Второе и третье плавание к берегам Бразилии Коэлью совершил в 1503 и 1504 годах.
Но интересы Португалии были в другой стороне — в Азии и Африке, потому на протяжении почти 30 лет систематических действий по организации колонии на этой территории не проводилось. В 1530 году из Португалии стали прибывать первые поселенцы, которые привозили с собой скот, саженцы и семена с целью основать здесь колонии. На северо-востоке страны были основаны укреплённые поселения, первым из которых стал Сан-Висенте, который находится в прибережной части современного штата Сан-Паулу, основанный в 1532 году, и столица колонии Салвадор в штате Баия, основанный в 1549 году. На территории Бразилии были созданы 14 наследных феодальных владений — капитаний, причём некоторые из них по размеру больше, чем сама Португалия. Владельцы капитаний, так называемые donatarios, то есть те, которые «принимают дар», отвечали за их безопасность и развитие. Система капитаний значительно повлияла на границы и политику современной Бразилии.
Важный вклад в развитие и прогресс колоний внесли иезуиты, которые занялись защитой и обращением индейцев в христианство, а также значительной работой по подъёму морального уровня колонистов. Индейцы, обращённые в христианство, селились в организованных иезуитами поселениях «алдеи» (aldeias), которые были похожи по структуре на миссии в испанской Америке, или иезуитских редукциях.
Влажное и плодородное побережье штата Пернамбуку было пригодно для выращивания сахарного тростника. Кроме этого, такое местоположение сделало его удобным портом для судов, которые отправлялись из Португалии на африканский запад и на восток. Сахарный тростник и техника для его выращивания были завезены в Бразилию с острова Мадейра. Вскоре стала процветать трёхсторонняя торговля. В её основе лежал труд на плантациях сахарного тростника завезённых из Западной Африки негров-рабов. Сахар поставлялся на европейский рынок, возрастающие потребности которого уже не могли удовлетворяться за счёт традиционных источников.

### Союз Испании и Португалии и территориальная экспансия (1580—1690)
С 1580 по 1640 королевства Испания и Португалия были объединены испанской короной. В этот период, благодаря объединению двух стран, вся Южная Америка стала частью испанских владений. На Бразилию начались набеги врагов испанской короны, в частности Нидерландов, которые недавно получили независимость. Голландцы захватили и удерживали некоторое время столицу страны Салвадор в 1624—1625, а в 1630 Голландская Вест-Индская компания послала флот, который захватил Пернамбуку. Он оставался под голландским контролем на протяжении четверти столетия. Новым губернатором Голландской Бразилии компания назначила Иоганна-Морица, графа Нассау-Зиген. Голландцы начали приглашать известных художников и учёных, чтобы рассказать Европе о ресурсах и красоте Бразилии. Тем не менее, директора компании, которые руководствовались только ростом доходов, отказались поддержать социальную политику Иоганна-Морица, и он ушёл в отставку в 1644 году. Богатый плантатор Жуан Фернандес Виейра тем временем начал восстание, которое быстро набрало силу среди населения, недовольного политикой последователей Иоганна-Морица. Бразильцы, действуя без помощи Португалии, разбили и выгнали голландцев в 1654 году, достижение, которое помогло появлению национального самосознания бразильцев.
Колониальной экспансией в Бразилии занимались и французы. В 1555 году бежавшие от преследований на родине французские гугеноты основали колонию Антарктическая Франция по берегам залива Рио-де-Жанейро. Но португальские власти были не намерены терпеть присутствие иностранцев на территории, которую они считали своей. В 1567 году колония была разрушена.
В 1612 году французы вновь предприняли безуспешную попытку колонизации Бразилии.

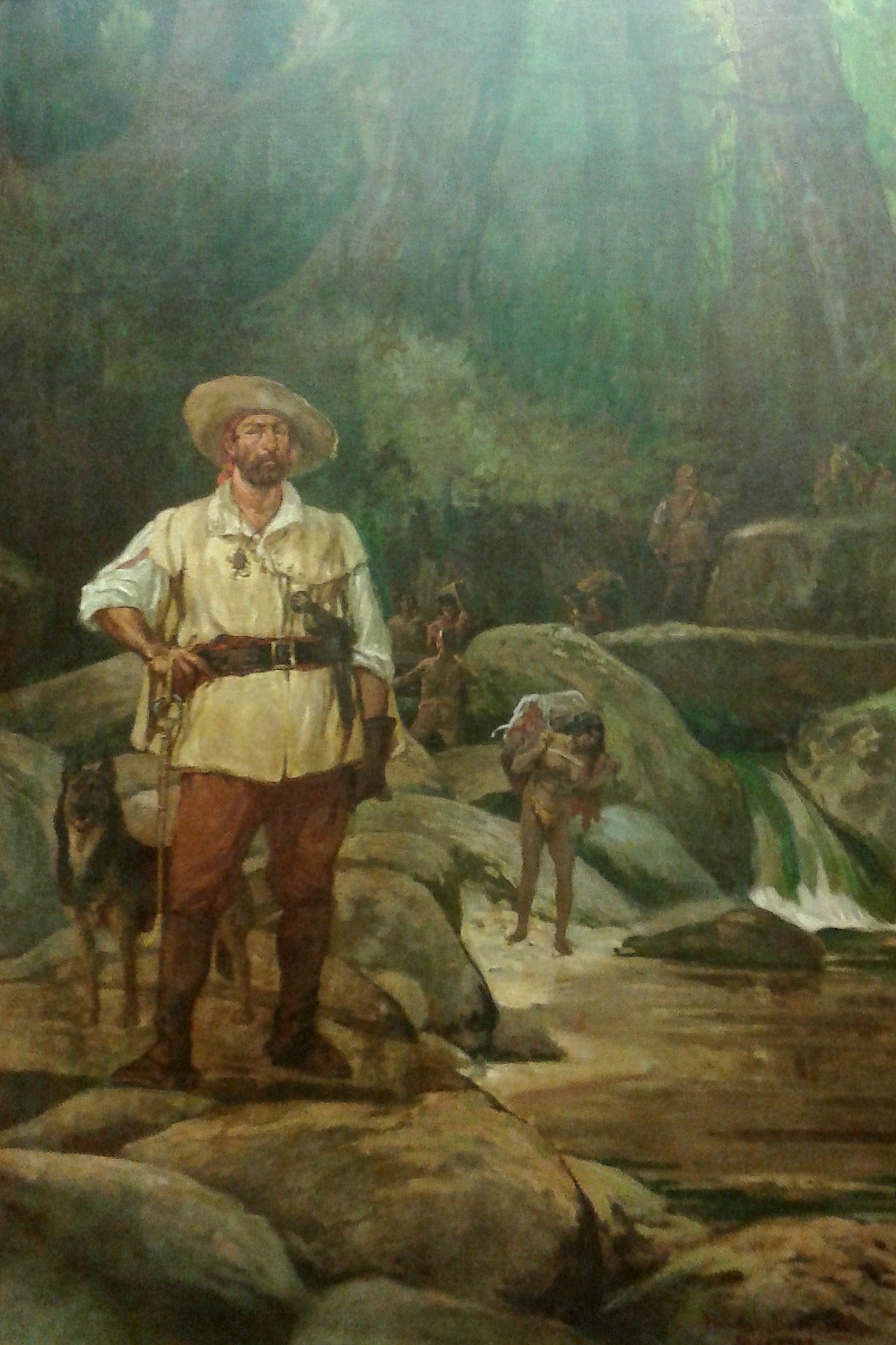
Известный бандейрант Фернан Диас Пайс (1608—1681)

Парадоксальным образом шестидесятилетний союз Португалии и Испании дал неожиданные преимущества заморской колонии Португалии. Воспользовавшись отсутствием границ, португальцы и бразильцы осуществляли походы вглубь страны. Первой на их пути стала капитания Сан-Висенте, и начиная с этой опорной точки в Сан-Паулу, первопроходцы передвинули границу от побережья вглубь континента. Экспедиции (порт. bandeiras) за рабами-индейцами прокладывали дорогу через леса, преодолевали горные хребты, продвигаясь все время вперёд. Экспедиционеры или бандейранты (порт. bandeirantes) прославились тем, что захватывали индейцев и в иезуитских миссиях, и тех, которые разгуливали на свободе, и возвращались вместе с ними домой. Благодаря бандейрантам границы будущей независимой Бразилии расширялись.
В 1640 португальцы во главе с королём Жуаном IV вернули независимость Португалии от Испании и отказались оставлять оккупированные и колонизованные территории на запад от первоначальной линии, установленной Тордесильясским договором.
Массовый завоз в Бразилию чернокожих рабов из Западной Африки приводил к ужесточению их эксплуатации и, как следствие, росту их стихийного сопротивления, выражавшегося чаще всего в бегстве в труднодоступные и необжитые места страны.
Первые укреплённые поселения беглых чернокожих рабов, так называемые киломбу или мокамбу, появились в лесах капитанства Пернамбуку в конце XVI века. К 1630-м годам они объединились в примитивное раннефеодальное государство Палмарис.
Руководство государством Палмарис осуществлял избиравшийся пожизненно верховный вождь, в чьих руках сосредотачивалась вся высшая светская и духовная власть. Привилегированный класс в Палмарисе состоял из приближённых вождя, (в основном его родственников), которых он назначал своими непосредственными помощниками или правителями мелких киломбу. Жители Палмариса исповедовали афро-христианский синкретический культ.
Территория государства Палмарис достигала 27 тысяч км², на которых проживали около 20 тыс. человек (негры, мулаты, индейцы). Жители Палмариса занимались сельским хозяйством (земледелие), в меньшей степени ремёслами, вели меновую торговлю с близлежащими индейскими, а также португальскими и голландскими поселениями. Земля находилась в общей собственности, причём существовали как семейные участки, так и общинные поля. Совместный труд применялся также во время охоты, собирательства, при строительстве укреплений. Жители Палмарис заключили союз с местными индейцами и брали себе в жёны индианок.
Лишь в 1677 году португальцам удалось нанести поражение защитникам Палмариса, однако в 1679 году последним во главе с верховным вождём Зумби удалось изгнать колонизаторов при поддержке местных индейцев. Только в 1694 году колониальным властям, собравшим 6-тысячную армию, вооружённую артиллерией, удалось захватить столицу Палмарис — селение Макаку, но мелкие киломбу сопротивлялись вплоть до 1697 года.

## Бразильское королевство и империя
Основная статья: Бразильская империя

### Переход к независимости

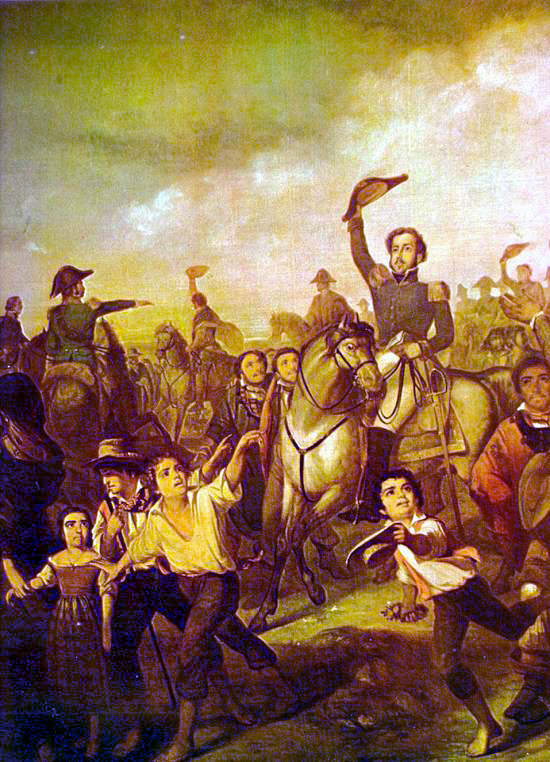
Провозглашение независимости Бразилии, работа Р. Моро (1844)

В 1807 году, когда армия Наполеона начала войну против Португалии, было принято решение перевезти короля и его двор в Рио-де-Жанейро, где они оставались до 1821 года. В этом переезде прямое участие приняло британское правительство. Оно воспользовалось тяжёлым положением Португалии и, имея намерение получить ещё большие привилегии в торговле, дало необходимые для переезда королевской семье корабли.
Дон Жуан VI перенёс в Рио-де-Жанейро португальские государственные учреждения, основал королевскую библиотеку, военную академию, медицинские и правовые школы. Своим декретом 16 декабря 1815 года он дал всем португальским владениям статус Соединённого королевства Португалии, Бразилии и Алгарве, таким образом, делая Бразилию равной Португалии.
В 1811 году, воспользовавшись нестабильностью в районе Ла-Платы во время национально-освободительного движения в Испанской Америке, Жуан направил войска в Восточную полосу (ныне Уругвай), однако благодаря британскому посредничеству 26 мая 1812 года был подписан трактат Эррера — Рэйдмэйкера. В соответствии с третьей статьёй трактата португальские войска должны были покинуть «испанскую территорию».
Но в 1816 году Жуан снова послал войска в Восточную полосу и захватил её в 1817 году.
В 1821 году король Жуан VI был вынужден поддаться политическому давлению Португалии и вернуться в Лиссабон, оставив в Рио своего наследника Педро и наделив его титулом вице-короля регента.
В сентябре 1821 года португальский парламент проголосовал за роспуск королевства Бразилии и королевских учреждений в Рио-де-Жанейро, тем самым подчинив все провинции Бразилии непосредственно Лиссабону. В то же время в Бразилию были отправлены военные части, а все бразильские военные единицы были переведены под португальское командование. Отказавшись выполнять приказ, 7 сентября 1822 года дон Педру провозгласил независимость Бразилии и 12 октября 1822 года был коронован как её первый император Педру I.
После того, как Великобритания в 1807 году объявила работорговлю в Атлантическом океане вне закона (Акт о запрете работорговли (1807)), а Королевский флот начал патрулировать воды Западной Африки (en:West Africa Squadron) для обеспечения так называемой «блокады Африки» (en:Blockade of Africa), Мозамбик, ранее незначительный источник торговли, стал в XIX веке очень важным источником поставки рабов в Бразилию, привлекая пленников с обширной территории Восточной Африки, включая остров Мадагаскар.

### Педру I (1822—1831)
Первый правитель независимой Бразилии был сильной личностью, и его вклад в социально-политическое развитие общества XIX века трудно переоценить. Так, благодаря Педру I сначала в 1824 году в Бразилии, а через 2 года в Португалии, были приняты исключительно передовые для своего времени Конституции, в которых уже не было слов о божественном происхождении монархов. После смерти Жуана VI в 1826 году Дон Педру унаследовал его корону. Однако он отказался от португальского престола в пользу своей дочери, в то время ещё маленькой девочки, Марии да Глории, которая взошла на трон под именем королевы Марии II.
Педру в значительной степени утратил авторитет после неудачной трёхлетней войны с Аргентиной из-за Восточной полосы (1825—1828). Война завершилась образованием Уругвая как независимого буферного государства.
В 1831 году Педру I отрёкся от престола в пользу своего сына Дона Педру II, которому в то время было лишь пять лет. Это решение было принято частично из-за разногласий с бразильским парламентом, частично благодаря его любви к риску, которая принудила бывшего короля вернуться в Португалию, чтобы свергнуть с престола своего брата Мигела, который узурпировал престол малолетней королевы Марии.

### Педру II (1831—1889)

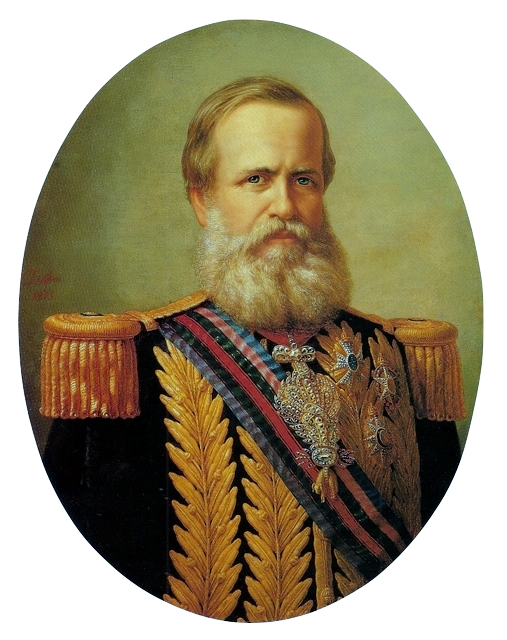
Педру II

При восшествии на престол Педру II было всего пять лет. Поэтому в 1831—1840 годах страной управляли регенты, различные бразильские политические деятели. В 1834 году был ликвидирован государственный совет, состоявший из португальцев, и каждой провинции было разрешено учредить местный законодательный орган. После смерти Педру I сторонники реставрации власти Португалии образовали Консервативную партию, а приверженцы антипортугальских и республиканских убеждений — Либеральную партию. В годы регентского правления в стране в разных регионах происходили восстания, самым крупным из которых было восстание «Фаррапус» (букв. «оборванцев»), в результате которого провинция Риу-Гранди-ду-Сул стала независимой республикой на 10 лет (1835—1845). В 1840 году консерваторы и либералы согласились передать всю полноту власти Педру II.
В отличие от своего отца, Педру II был жёстким и уравновешенным императором. За время его полустолетнего правления Бразилия достигла политической и культурной зрелости, а единство её территории было твёрдо гарантировано. Социальные и политические институты пребывали в стадии спокойного развития и стабильности. Он создал компетентную администрацию, рабство в стране постепенно изживалось, до полного уничтожения в 1888 году. Продолжался приток иммигрантов из Европы, программы роста благосостояния и охраны здоровья принимались в общенациональном масштабе. Благодаря влиянию, которым император пользовался в народе и в «верхах», переход страны от монархии к республике произошёл позднее и бескровно.
В период 1847—1889 годах Педру II сформировал и распустил 30 советов министров; премьер-министрами за это время были 23 человека, как либералы, так и консерваторы.
В мае 1851 года во время гражданской войны в Уругвае бразильские войска вторглись в Уругвай. Это привело к войне Бразилии в союзе с аргентинскими повстанцами против аргентинского диктатора Росаса в августе 1851 года, в результате которой Росас был свергнут.
Попытки Педру II захватить Уругвай привели к войне Тройственного союза против Парагвая (1864—1870). Парагвай был разгромлен, но Бразилия дорого заплатила за эту победу, понеся большие потери и затратив значительные средства. Эта война способствовала укреплению бразильской армии, которая превратилась в мощную политическую силу.
После 1830 года главным предметом экспорта Бразилии стал кофе. За 1831—1840 годы на его долю приходилось 43,8 % экспортных поступлений страны, тогда как на долю сахара — 24 %, в 1881 году — соответственно 61,5 % и менее 10 %. В середине XIX века Бразилия поставляла на мировой рынок 40 % продукции кофе, в 1880 году — 50 %, в 1902 — 65 % (480 тыс. т).

### Отмена рабства и конец Империи (1888)

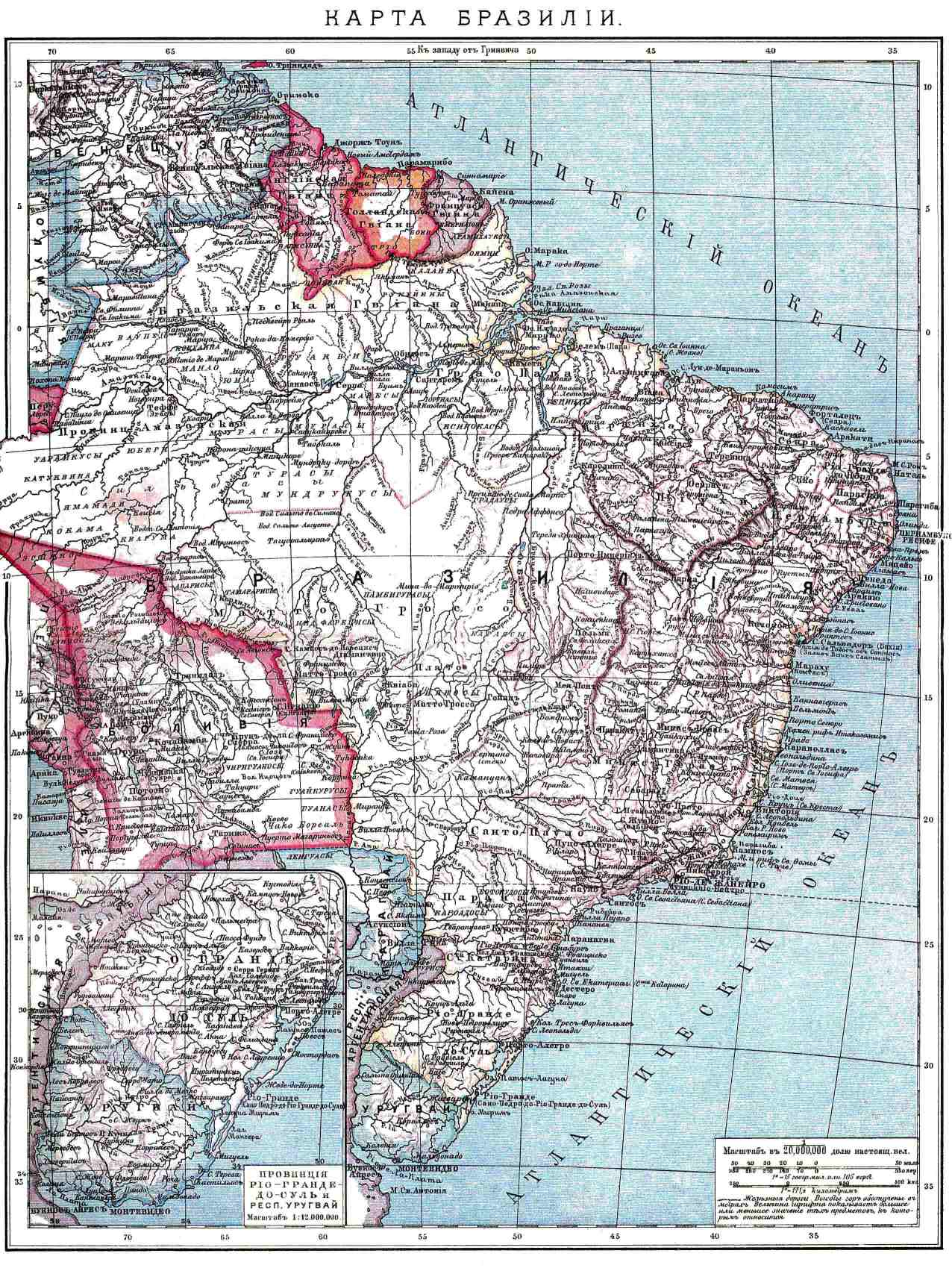
Карта Бразилии из энциклопедии Брокгауза и Ефрона

Отмену рабства часто называют главной причиной падения монархии. В отсутствие императора, который находился в Европе, его дочь, принцесса Изабел, стала регентом. В стране наступила последняя стадия кризиса системы рабовладения, и под натиском аболиционистов 13 мая 1888 года Изабел подписала так называемый «Золотой закон», по которому рабство в Бразилии отменялось. На самом деле отмена рабства стала результатом постоянного давления Великобритании на бразильские власти с целью положить конец работорговле.
Тем не менее «Золотой закон» вызвал негативную реакцию рабовладельцев, которая подточила политические основы монархии. Через несколько месяцев после парламентского кризиса 15 ноября 1889 года военные лишили императора власти и провозгласили конец монархии и установление республики. Смена строя произошла бескровно. К императору и его семье отнеслись с заслуженным уважением, но предложили им покинуть страну. В сопровождении нескольких самых доверенных лиц они отправились в ссылку во Францию. Помощь и поддержку новому режиму предложил такой известный государственный деятель страны, как Жозе Мария да Силва Параньос, барон Риу-Бранку. Его знания и дипломатические качества помогли Бразилии положить конец всем разногласиям по поводу границ путём мирных переговоров.

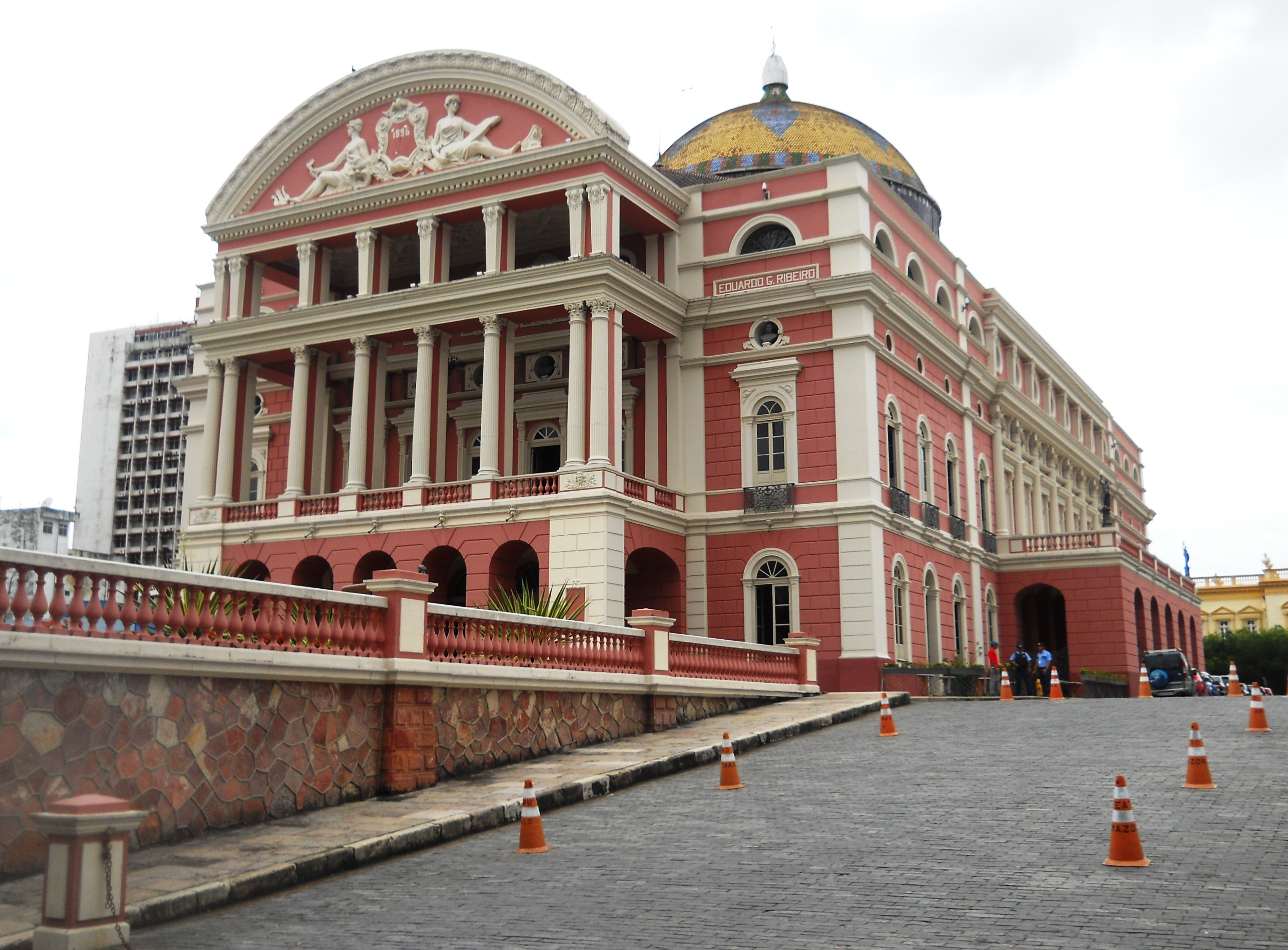
Театр Амазонас в городе Манаус. Был открыт в 1896 году, в самый разгар «каучуковой лихорадки», и поражал современников своей помпезностью.

В этот период в Бразилии происходила «каучуковая лихорадка», которая способствовала росту таких городов, как Манаус, Порту-Велью, Белен, строительству железнодорожной магистрали Мадейра — Маморе.

## Первая Бразильская республика
Новообразованная республика приняла федеративную систему управления, которая осталась неизменной до сегодняшнего дня. В соответствии с федеральным устройством, провинции прежней империи были реорганизованы в штаты. На смену конституционной монархии пришла президентская система правления. Был создан двухпалатный Конгресс, который состоит из Палаты Депутатов и Сената, а также независимый Федеральный верховный суд. На уровне штатов действовала аналогичная система.
Маршал Деодору да Фонсека стал первым президентом Бразилии. Он сосредотачивал в своих руках всё больше власти, что привело к установлению диктаторского режима. Однако в 1891 году ему пришлось уйти в отставку, его преемником стал вице-президент генерал Флориану Пейшоту. Наиболее заметным событием его президентства стало восстание морских офицеров в 1893—1894 годах.
В дальнейшем посты президентов занимали представители олигархата. Против властей поднимались неоднократные восстания обнищавшего населения (война Канудус, вакцинное восстание, война Контестаду), но все они были подавлены.

### Первая мировая война
Бразилия вступила в Первую мировую войну 26 октября 1917 года, на стороне Антанты. Первоначально Бразилия провозгласила нейтралитет (4 августа 1914 года). Вклад Бразилии в победу Антанты был более чем скромным. С военной точки зрения участие Бразилии в войне было чисто символическим.

## Эра Варгаса
После окончания Первой мировой войны в стране начался рост промышленности. Однако при формальном функционировании конституционного режима широкие массы населения страны по-прежнему были отстранены от участия в политической жизни. Либеральная оппозиция не решалась на открытую борьбу с правящим режимом, а рабочее движение в это период переживало спад. Крестьянские выступления проходили стихийно, в форме разрозненных бунтов. В таких условиях инициативу взяли на себя представители низшего и среднего офицерства — тенентисты, вставшие на путь открытой вооружённой борьбы с правительством, и поднявшие в 1920-е годы несколько восстаний.
Во время Великой депрессии, начавшейся в 1929 году, в мире упал спрос на кофе, главный продукт экспорта Бразилии, многие жители остались без работы.
Так называемая República Velha («Старая республика») просуществовала до 1930 года, когда впервые правительство было смещено в результате конфликта. Главной целью революционного движения, возглавленного Жетулиу Варгасом, была смена выборной и политической системы, в соответствии с которой из-за отсутствия сильных национальных партий к власти приходили президенты, которые поддерживались губернаторами штатов Сан-Паулу и Минас-Жерайс. В свою очередь, губернаторы обеспечивали выборы в Конгресс депутатов, согласных проводить политику центральной власти.
В Сан-Паулу в 1932 году произошло восстание, так называемая «Конституционалистская революция», за которой стояла кофейная олигархия, пытавшаяся вернуть власть.
Страну сотрясал финансовый кризис, который сопровождался на протяжении всего десятилетия столкновениями между враждебно настроенными группировками, которые руководствовались или идеями, которые пришли из нацистской Германии и фашистской Италии, или коммунистической идеологией из Советского Союза.

### Власть и перемены
В 1934 году, когда режим Жетулиу Варгаса окреп, была принята новая Конституция, которая расширила право голоса и позволила голосовать женщинам.
Несмотря на свою недолговечность, она впервые была написана избранными представителями народа на практически справедливых многопартийных выборах. Вследствие этого она содержала ряд усовершенствований политической, социальной и экономической жизни, например, независимость судебной власти, предоставление выборных прав женщинам, создание веток судебной власти для контроля над выборами и трудовыми отношениями, провозглашение свободы слова, религии, передвижений и митингов. С другой стороны конституция содержала и некоторые элементы европейского фашизма и давала Варгасу контроль над рабочими союзами.
Многие положения новой конституции так никогда и не осуществились на практике. После 1934 года режим стал очень реакционным и характеризовался почти полным подавлением оппозиции, что не давало возможности исполнять многие требования конституции. Во главе репрессивного аппарата стоял начальник полиции Рио-де-Жанейро Филинто Мюллер, симпатизировавший нацистской Германии. Как стало видно уже несколькими годами позднее, Варгас просто собирал силы, чтобы уничтожить демократические учреждения и установить фашистский диктаторский режим.
В ноябре 1935 года левые силы начали восстание, которое было подавлено.

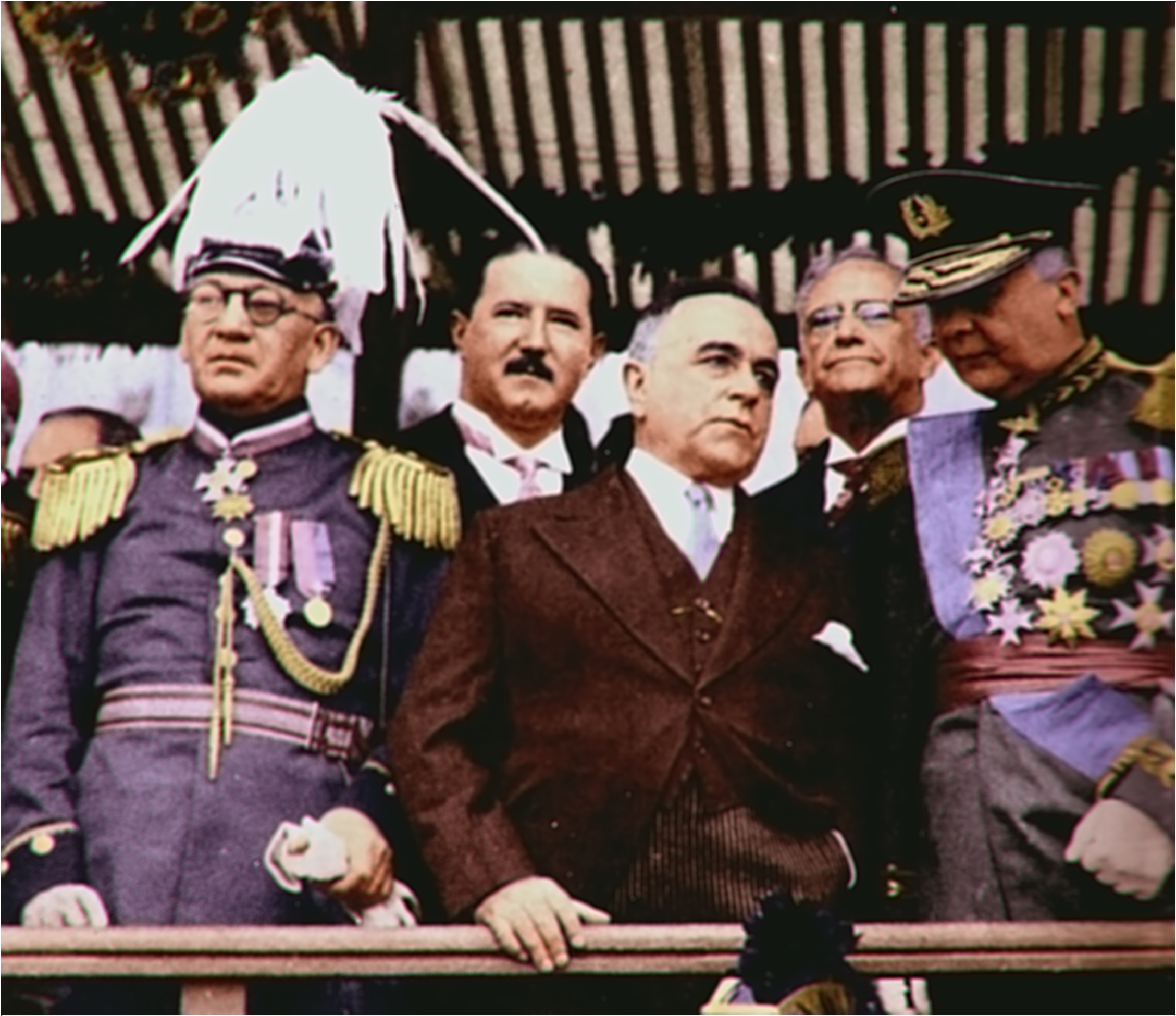
Жетулиу Варгас (в центре) во время празднования 50-й годовщины провозглашения республики в Бразилии, 15 ноября 1939 года

В конце 1937 года, перед президентскими выборами, горячая политическая ситуация и внутренний раскол во власти вынудили Жетулиу Варгаса объявить в стране чрезвычайное положение. За этим объявлением последовал роспуск Конгресса. Особым декретом Варгас наделил себя чрезвычайными полномочиями для управления страной. Несмотря на тяжёлое время, были приняты некоторые важные политические решения, например, принято лейбористское законодательство и прогрессивная система социального обеспечения, намечена реформа системы образования; были приняты меры, приведшие к существенным изменениям в индустриализации страны (например, построен первый в Бразилии сталелитейный завод (1942—1946)).
Когда началась Вторая мировая война (1939—1945), правительство Варгаса не могло оставаться равнодушным. Диктатор колебался, выбирая, на чью сторону встать. В августе 1942 года Варгас объявил войну странам «оси». Бразилия снарядила 25-тысячный экспедиционный корпус, который вместе с 5-й Американской армией сражался в Италии. Бразилия была единственной латиноамериканской страной, которая отправила своих солдат на войну в Европу.

## Вторая бразильская республика
С приближением конца войны в Европе Варгас был вынужден отказаться от своей должности, назначив выборы нового президента. Избиратели отдали большинство голосов генералу Эурику Гаспару Дутре, министру обороны в правительстве Варгаса во время войны. Новая Конституция была принята в 1946 году и действовала до 1967 года. Срок полномочий Дутры закончился в 1951 году. В это время Варгас, который находился в ссылке на своей фазенде в Риу-Гранди-ду-Сул, готовился к выборам. После окончания президентского срока Дутры Варгас был новоизбранным президентом республики, но в 1954 году, в разгар тяжёлого политического кризиса — спровоцированного покушением на лидера оппозиции Карлоса Ласерду, организаторами которого были младший брат президента Бенжамин Варгас и начальник президентской охраны Грегорио Фортунато — он покончил жизнь самоубийством.
Во время правления Жуселину Кубичека (1956—1961), основателя современной столицы — Бразилиа, страна переживала быстрый экономический рост.
После него президентом стал Жаниу Куадрос, который подал в отставку менее чем через год после выборов, и тогда обязательства президента перешли к вице-президенту Жуану Гуларту. Гуларт дал президентскую присягу после того, как Конгрессом срочно была принята парламентская система правления, в соответствии с которой серьёзно ограничивались президентские полномочия. Результат плебисцита, проведённого через четыре месяца, показал, что народ выбирает старую систему президентского правления. Высокий уровень инфляции и политическая поляризация левых и правых сил привели страну к социально-политической нестабильности, которая продолжалась два с половиной года и привела к экономическому кризису. 31 марта 1964 года военные при поддержке гражданских консерваторов, возглавляемых Карлосом Ласердой, сбросили Гуларта и захватили власть.

## Военная диктатура (1964—1985)
Политический режим 1964—1985 годов отличался авторитарностью, несколько смягчившейся начиная с 1979 года. За этот период сменилось пять президентов: все они были генералами. Первый из них, маршал Кастелу Бранку, пришёл к власти при поддержке армии и части населения, особенно среднего класса, который стоял на антикоммунистических позициях. Его основной задачей была стабилизация политической и экономической ситуации в стране. С этой целью, с помощью дополнительных поправок к конституции, правительство расширило свои полномочия и ввело дополнительные механизмы. В последующие 15 лет, с 1968 по 1983 гг., правительство выпустило несколько Институционных актов, которые на самом деле были президентскими декретами. Много коллективных и индивидуальных прав временно ограничивались. Жёсткие меры сказались на политической и экономической жизни нации. Были отменены коллективные договоры, право на забастовки и запрещены демонстрации.
До 1968 года, срока правления президента Артура да Коста-и-Силвы, стало видно, что плоды экономической стратегии военных были оправданы. С другой стороны, политическая система в стране принимала всё более репрессивный характер. Активно действовала политическая полиция — Департамент политического и социального порядка (особую известность в репрессиях приобрёл полицейский комиссар Сержио Флеури, организатор эскадронов смерти).
Фактически недееспособный президент Артур да Коста-и-Силва (у которого незадолго до этого случился инсульт) был свергнут, в результате военного переворота, и 31 августа 1969 к власти пришла хунта. 30 октября того же года она передала власть Эмилиу Медиси, также генералу.
- Герилья в Капарао (1966—1967)
- Арагуайская герилья (1967—1974)

1967—1974 гг. характеризуются наивысшим показателем экономического роста в мире по ВВП — 14 % в 1973 г. Это в значительной степени было обеспечено сокращением расходов на оплату труда, повышением нормы прибыли, притоком иностранных капиталовложений и ростом внешних займов. При увеличении производительности труда на 56 % за 1965—1974 гг. реальная зарплата снизилась на 31 %. (см. Бразильское экономическое чудо)
В области политики с середины 1970-х годов при президенте Эрнесту Гайзеле начался процесс либерализации режима, который с 1979 года, когда президентом стал генерал Жуан Фигейреду, постепенно набирал силу. Во время этого процесса восстановились политические права, было позволено вернуться в страну политическим эмигрантам. Этот период характеризовался также усилением давления со стороны народа, который требовал возврата демократии. Так, в 1982 году, впервые после 1965 года, губернаторы штатов были избраны прямым голосованием.

## Новая республика (с 1985 года)

### Период демократизации общества (1985—1989)
В 1984 году по всей стране прокатились демонстрации в поддержку проведения прямых президентских выборов. В январе 1985 года Коллегией выборщиков президентом был избран Танкреду ди Алмейда Невис. Его избрание стало знаменательным фактом не только потому, что он стал первым гражданским президентом страны за 21 год, но и потому, что он был кандидатом от оппозиционной коалиции в правительстве. Перед датой торжественного вступления в должность Танкреду Невис был доставлен в больницу с тяжёлым заболеванием. После его смерти обязанности президента перешли к вице-президенту Жозе Сарнею. В мае 1985 Национальный конгресс одобрил ряд политических реформ, предложенных новым президентом (была отменена практика избрания президента коллегией выборщиков введённая военными, введены прямые выборы; отменён ценз грамотности при выборах, что увеличило число избирателей сразу на 20 млн человек). В феврале 1986 г. президент объявил о серии мер для достижения стабильности национальной экономики и укрепления суверенитета: замораживались цены и зарплата, вводилась новая валюта, крузадо (равная 1000 крузейро), вводилась договорённость об отсрочке выплаты 31 млрд долларов США коммерческим банкам. В октябре 1987 г. «план крузадо» был признан несостоятельным.
Как приоритет, президент Жозе Сарней установил созыв Национальной учредительной ассамблеи для разработки новой Конституции. В работе над основным законом страны приняла участие большая часть населения, и, наконец, спустя 18 месяцев, 5 октября 1988 года она была принята.

### Правительство Коллора и процесс импичмента (1989—1992)
В ноябре 1989 года на первых прямых выборах, объявленных в стране после 1960 года, президентом республики был избран Фернанду Коллор ди Меллу. 29 сентября 1992 года, обвинённый в коррупции, по решению Палаты депутатов Коллор был смещён с должности на 180 дней. Со временем, после одобрения Сенатом импичмента президента, он был окончательно смещён со своей должности. 29 декабря 1992 года за несколько минут до вынесения официального обвинения в коррупции Коллор подал в отставку. Однако, большинством голосов Сенат решил настоять на импичменте. Вице-президент Итамар Франку исполнял обязанности президента страны на протяжении двух лет, оставшихся от пятилетнего президентского срока Коллора. Импичмент Коллора, одобренный Палатой депутатов, суд Сената и сама отставка ознаменовали новый раздел в политической истории Бразилии. Организованное гражданское общество, часть среднего класса и студенты сыграли решающую роль в процессе импичмента, который внёс живую струю в жизнь страны.

### Современная Бразилия
С конца XX века в ряде мест существуют сепаратистские настроения. В имеющем этнокультурную специфику Южном регионе имели место попытки провозглашения Республики Гаучо Пампа (Republic of Gaucho Pampas) в штате Риу-Гранди-ду-Сул (исторически уже бывшем самопровозглашённой республикой) и Движением «Юг — это моя страна» Федеративной Республики Пампа (Federal Republic of Pampas) во всём регионе. В экономически наиболее развитом штате Сан-Паулу такую идею выдвигают Движение Республики Сан-Паулу и Движение за независимость Сан-Паулу.
В период с 1995 по 2003 годы должность президента республики занимал Фернанду Энрике Кардозу, который был избран в ходе первого тура прямых выборов 3 октября 1994 года, получив 53 % голосов. В центре предвыборной политической платформы Кардозу стоял план стабилизации экономики, а программа основывалась на ряде мероприятий, направленных на улучшение ситуации в охране здоровья, образовании, экономике, инфраструктуре и сельском хозяйстве. В предвыборной программе он также обещал укрепить роль государства как координирующей, регулирующей и планирующей силы в процессе развития общества, а также обещал провести реформу государственного сектора.
4 октября 1998 года Кардозу был переизбран на второй президентский срок. Он получил 52,91 % голосов избирателей. Его основной оппонент, лидер Партии трудящихся Луис Инасиу Лула да Силва, набрал 31,84 % голосов.
С 2003 по 2011 президентом республики был Луис Инасиу Лула да Силва. Во время его правления социальное неравенство в Бразилии достигло минимального показателя за последние полвека. В 2017 суд приговорил экс-президента Лулу да Силву по делу о коррупции к 9,5 годам тюрьмы. Вышел на свободу в 2019 в связи с решением Верховного суда о незаконности приговора. В 2022 году победил на президентских выборах, и с 1 января 2023 вновь стал президентом.
В 2011—2016 президентом республики была Дилма Русеф, отстранена от власти путём импичмента.
В 2016—2018 президентом был Мишел Темер.
В 2019—2022 президентом был Жаир Болсонару, известный своими крайне правыми, националистическими и консервативными взглядами и скандальными заявлениями. Называл образцом для подражания Дональда Трампа. Из-за попыток штурма правительственных зданий, совершённых 8 января 2023 года сторонниками бывшего президента Жаира Болсонару, вновь избранный президентом Луис Инасиу Лула да Силва объявил в столице режим чрезвычайной ситуации до конца месяца. События в Бразилии сравнивают со штурмом Капитолия в январе 2021 года, который предприняли сторонники Дональда Трампа, проигравшего выборы в США в конце 2020 года.